# Michael Harner
Michael Harner (født 27. april 1929 i Washington DC, død 3. februar 2018) var en amerikansk antropolog og shamanismeforsker, grundlægger og præsident af The Foundation for Shamanic Studies, der er baseret i Mill Valley, Californien.

## Liv
Under sit feltarbejde blandt Shuar, Conibo og andre oprindelige befolkninger i den øvre Amazonas i de tidlige tressere, blev Harner indviet i shamanismen. Han var grundlæggeren af den moderne shamanistiske renæssance ("neoshamanisme") i den vestlige verden og underviser i shamanisme og shamanistisk healing over hele kloden.
Essensen af hans komparative studier, refererede han selv til som Core Shamanisme og tilbyder en unik tilgang i håndteringen med shamanisme og dens teknikker.
Derudover var Harner grundlægger og direktør for instituttet for shamanistisk studier (FSS), som primært er dedikeret til den verdensomspændende bevarelse, den videre forskning og formidling af shamanistisk viden.